# NU Большого Пса
NU Большого Пса (лат. NU Canis Majoris) — двойная затменная переменная звезда типа W Большой Медведицы (EW) в созвездии Большого Пса на расстоянии (вычисленном из значения параллакса) приблизительно 13400 световых лет (около 4108 парсеков) от Солнца. Видимая звёздная величина звезды — от +18,13m до +17,86m. Орбитальный период — около 0,2853 суток (6,8472 часов).